# Franciscanessenklooster (Everbeek)

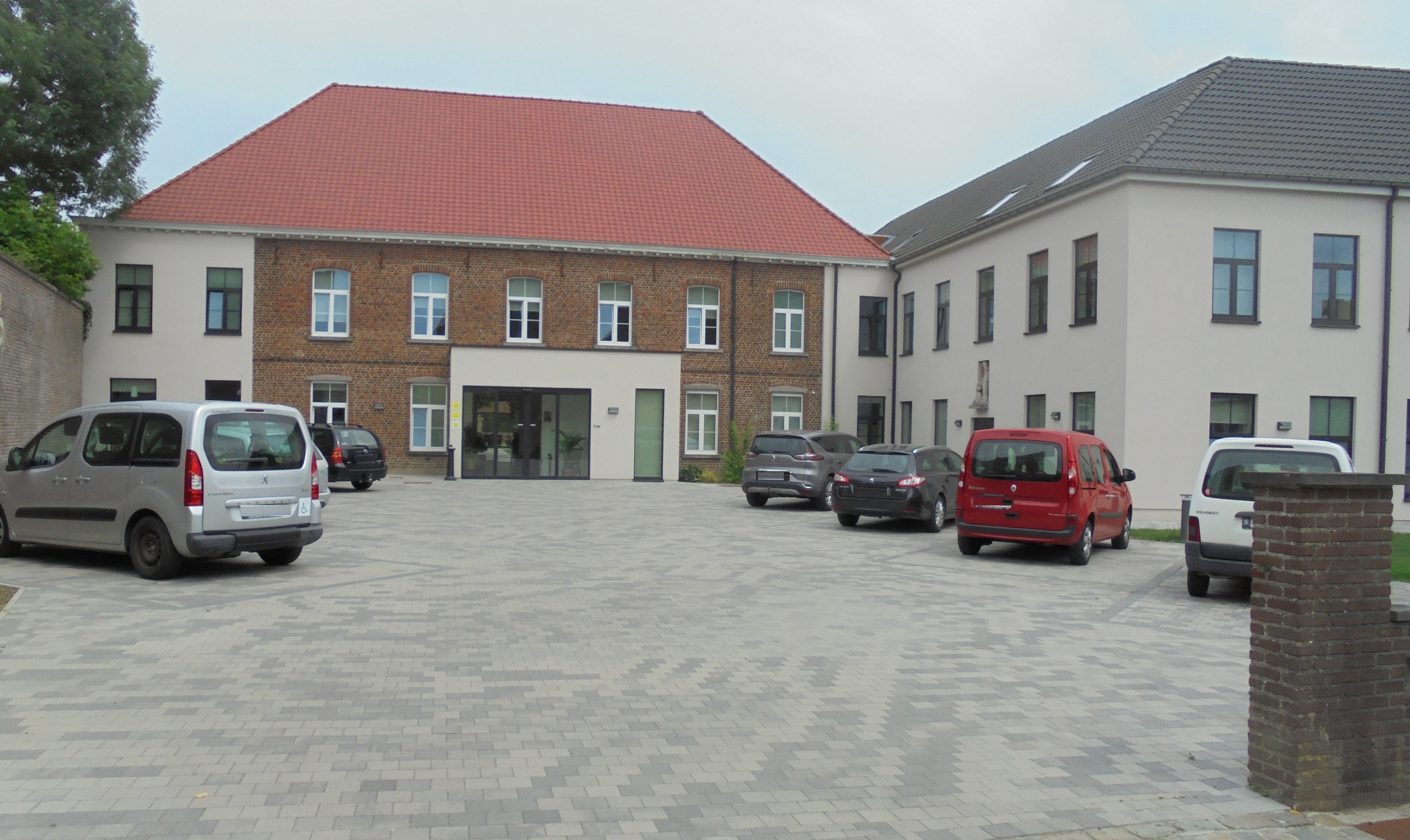
voormalig Franciscanessenklooster (toestand in 2017)

Het Franciscanessenklooster is een voormalig klooster in de tot de Oost-Vlaamse gemeente Brakel behorende plaats Everbeek-Beneden, gelegen aan de Everbeekplaats 4.

## Geschiedenis
Het klooster werd gesticht in 1844 en omvatte een godshuis met weeshuis, internaat en lagere meisjesschool. Dit alles werd bedreven door de hospitaalzusters franciscanessen. Dezen begonnen in drie aaneengesloten huizen die, vooral in 1851 en 1859, werden verbouwd tot een U-vormig kloostercomplex. Eind 19e eeuw en begin 20e eeuw werd dit verder aangepast. In 1938 werd het klooster met een bejaardentehuis van de franciscanessen van Zinnik overgenomen door de franciscanessen van Opbrakel.
Het rusthuis werd in 1988 gesloten en verkocht aan de dominicanessen van Bethanië uit Lint. In 1995 werd het klooster gesloten en het geheel werd een vormingshuis van de stichting beneden Bethanië.

## Gebouw
Een groot deel van het complex is gesloopt. Wat bleef waren twee vleugels die echter een nieuwe gevelbekleding hebben gekregen.